# استیو فرنکن
استیو فرنکن (انگلیسی: Steve Franken؛ ۲۷ مهٔ ۱۹۳۲ – ۲۴ اوت ۲۰۱۲) یک هنرپیشه اهل ایالات متحده آمریکا بود.
از فیلم‌ها یا برنامه‌های تلویزیونی که وی در آن نقش داشته است می‌توان به نقشه شیطانی دکتر فومانچو، پارتی و بچه‌ها دنبالم بیاین اشاره کرد.